# خورلخوگین بولورتویا
خورلخوگین بولورتویا (به مغولی: Хүрэлхүүгийн Болортуяа؛ زادهٔ ۳ مهٔ ۱۹۹۶) یک کشتی‌گیر آزادکار اهل مغولستان است. وی سابقه حضور در المپیک ۲۰۲۰ توکیو را دارد.